# Луций Аврелий Орест (консул 103 пр.н.е.)
Вижте пояснителната страница за други личности с името Луций Аврелий Орест.
Луций Аврелий Орест (на латински: Lucius Aurelius Orestes) e политик на Римската република през 2 век пр.н.е.
Той произлиза от клон Орест на плебейската фамилия Аврелии е син на Луций Аврелий Орест (консул 126 пр.н.е.) и внук на Луций Аврелий Орест (консул 157 пр.н.е.).
През 103 пр.н.е. e избран за консул заедно с Гай Марий. Умира същата година.